# Enrico Paribeni

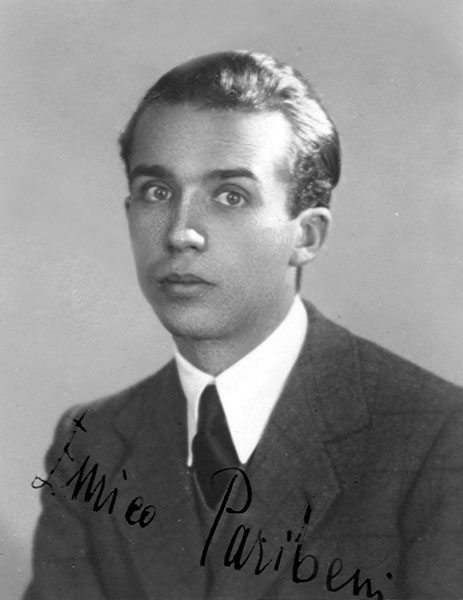
Enrico Paribeni

Enrico Paribeni (geboren am 4. September 1911 in Rom; gestorben am 4. Oktober 1993 in San Casciano in Val di Pesa) war ein italienischer Klassischer Archäologe.
Enrico Paribeni, Sohn des Archäologen Roberto Paribeni (1876–1956) und dessen Frau Francesca Cicconetti, erhielt eine sorgfältige Erziehung, die ihn zu einem herausragenden Zeichner und guten Pianisten machte. Bereits früh hatte er in seinem akademisch geprägten Elternhaus Gelegenheit, vielfältige Kontakte zu italienischen und ausländischen Wissenschaftlern zu knüpfen.
Nach dem Besuch des Istituto Massimiliano Massimo, einer jesuitischen Schuleinrichtung in Rom, studierte er an der Universität La Sapienza bei dem Althistoriker Gaetano De Sanctis, dem Kunsthistoriker Pietro Toesca und den Archäologen Giulio Emanuele Rizzo und Giulio Quirino Giglioli, bei dem er 1932 mit der  Laurea abschloss. Seine Ausbildung setzte er von 1932 bis 1934 an der Scuola Archeologica Italiana di Atene fort und nahm in dieser Zeit unter anderem an der Ausgrabung von Poliochni teil. Für seine weitere Entwicklung prägend war in Athen die Begegnung mit Alessandro Della Seta, der seit 1919 die Scuola Archeologica di Atene leitete, eine zutiefst humane Persönlichkeit besaß und sich der griechischen Antike mit herausragender Intuition und  profunder philologischer Kenntnis widmete.
Im Winter 1934/35 nahm Paribeni als Assistent von Evaristo Breccia an der Ausgrabung von El-Hibe in Ägypten teil und publizierte den Vorbericht zu den Ausgrabungsergebnissen. Mit einem Stipendium des Istituto storico-archeologico di Rodi kam er 1936 nach Rhodos, um die lokale antike Keramikproduktion zu untersuchen. In dieser Zeit begann er, seine Forschungen und seine wissenschaftlichen Interessen ganz auf die griechische Antike zu konzentrieren. Damit stellte er sich in bewussten Gegensatz nicht nur zu den Neigungen seines Vaters, sondern vor allem auch der staatlich zelebrierten Römerverehrung des italienischen Faschismus. Intensiv beschäftigte sich Paribeni mit Beazleys Attische Vasenmaler des rotfigurigen Stils, mit Langlotz’ Frühgriechische Bildhauerschulen und den Necrocorinthia des wenig älteren Humfry Payne.
Der Militärdienst führte Paribeni Anfang 1937 als Inspektor der Altertumsverwaltung in die italienische Kolonie Cyrenaica. Nach erfolgreicher Bewerbung erhielt er noch 1937 die Inspektorenstelle der Soprintendenz von Florenz, die er jedoch erst 1938 antrat. In Florenz kam er mit Ranuccio Bianchi Bandinelli in Kontakt und eine von wechselseitiger Wertschätzung geprägte Beziehung begann. Der Stelle in Florenz folgte 1939 die Inspektorenstelle bei der Soprintendenz von Rom. Im Jahr 1941 wurde Paribeni zum Oberkommando der italienischen Streitkräfte in Griechenland abgestellt und diente bei der italienischen Gesandtschaft in Athen. Weil er sich weigerte, unter der Repubblica Sociale Italiana zu dienen, wurde er 1943 interniert.
Vor der Deportation gerettet, trat er im August 1944 wieder seine Stelle bei der Soprintendenz in Rom an. Von 1953 bis 1955 war er Direktor des Museo Nazionale Romano, 1955 übernahm er die Soprintendenz für Forum Romanum und Palatin, die er bis 1964 innehatte.
Seine Berufung auf einen Lehrstuhl in Italien wurde lange hintertrieben, bis Bianchi Bandinelli im Jahr 1964 die Philosophische Fakultät der Universität Florenz von Eignung und Vorzügen Paribenis überzeugen konnte. Paribeni wurde auf den Lehrstuhl für Archäologie und Kunstgeschichte der griechischen und römischen Antike berufen und lehrte dort bis 1981.
Bereits während seiner Zeit in Rom begann Paribeni, sich systematisch den griechischen Originalen und ihren Kopien in Rom zuzuwenden, und auch der für ein römisches Publikum produzierten neoattischen Kunst galt sein Interesse. Frucht seiner Zeit in der Cyreanica war darüber hinaus der 1959 erschienene Catalogo delle sculture di Cirene. Diese Forschungen dehnte er auf Hinterlassenschaft griechischen Kunstschaffens in ganz Italien aus und schloss Großgriechenland und Sizilien ein. Schließlich wandte er sich auch den Beziehungen griechischer und etruskischer Kunst und Kultur zu.
Dank seiner ausgesprochenen Expertise für griechische Skulptur archaischer und klassischer Zeit sowie für die gleichzeitige griechische Keramik war er ein unermüdlicher Beiträger zur Enciclopedia universale dell’arte von 1958 bis 1963 und der von Bianchi Bandinelli betreuten Enciclopedia dell’Arte Antica, Classica e Orientale von 1958 bis 1970, für die er über 500 Artikel, davon rund 300 zur attischen Keramik, lieferte.

## Schriften (Auswahl)
Umfassendes Verzeichnis der Schriften Enrico Paribenis: Anna Maria Esposito Esposito: Bibliografia. In: Gabriella Capecchi, Anna Maria Esposito, Maria Grazia Marzi, Vincenzo Saladino (Hrsg.): Scritti di Enrico Paribeni. Viella, Rom 1985, S. IX–XIII.
- Museo Nazionale Romano. Sculture greche del V secolo. Originali e repliche. Libreria dello Stato, Rom 1953.
- Catalogo delle sculture di Cirene. Sculture e rilievi di carattere religioso. L'Erma di Bretschneider, Rom 1959.
- Catalogo dei marmi antichi del palazzo Rondinini di Roma. In: Luigi Salerno (Hrsg.): Palazzo Rondinini. Banca Nazionale dell'Agricoltura, Rom 1964.
- Corpus Vasorum Antiquorum. Italia, Fasc. 51: Milano, Collezzione "H.A." Fasc. 2. "L’Erma" di Bretschneider, Rom 1972.
- Corpus Vasorum Antiquorum. Italia, Fasc. 57: Fiesole, Collezione Costantini. Fasc. 1. "L’Erma" di Bretschneider, Rom 1980.
- Scritti di Enrico Paribeni. Herausgegeben von Gabriella Capecchi, Anna Maria Esposito, Maria Grazia Marzi, Vincenzo Saladino. Viella, Rom 1985.